# Mastophora rabida
Pour les articles homonymes, voir Rábida (homonymie).
Espèce
Mastophora rabida est une espèce d'araignées aranéomorphes de la famille des Araneidae.

## Distribution
Cette espèce est endémique des îles Galápagos. Elle se rencontre sur Rábida, Isabela, Santa Cruz et Santiago.

## Description
La femelle holotype mesure 7,7 mm.

## Étymologie
Son nom d'espèce lui a été donné en référence au lieu de sa découverte, Rábida.

## Publication originale
- Levi, 2003 : The bolas spiders of the genus Mastophora (Araneae: Araneidae). Bulletin of the Museum of Comparative Zoology, vol. 157, no 5, p. 309-382 (texte intégral).